# Peshawar
Peshawar (persană: Orașul de la graniță) este un oraș capitala provinciei North-West Frontier Province din Pakistan.  Este situat la V de râul Bara, aproape de trecătoarea Khyber. El are 1.288.000 de locuitori (în 2007). Înaintea împărțirii Indiei Britanice, orașul se numea Purushapura (Orașul florilor). Peshawar are două universități, pe lângă industria de ceramică există o fabrică de încălțăminte și de produse textile.

## Istoric
- Atentatul terorist de la Biserica Tuturor Sfinților